# Iny Lorentz

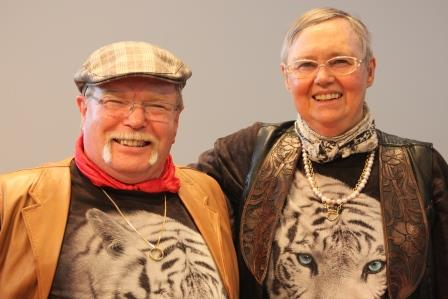
Elmar Wohlrath (links) und Iny Klocke (rechts) alias Iny Lorentz, 2014

Iny Lorentz ist eines der Pseudonyme des deutschen Schriftstellerehepaares Iny Klocke und Elmar Wohlrath. Ihre Bücher erreichten bis 2023 eine Gesamtauflage von 20 Millionen Exemplaren.

## Leben
Iny Klocke (* 1949 in Köln) holte ihr Abitur auf dem Abendgymnasium nach, brach ein Medizinstudium ab und wandte sich danach der EDV zu. 1980 zog sie nach München, wo sie in einem Versicherungskonzern beschäftigt war.
Elmar Wohlrath (* 1952) stammt aus Franken. Er lernte seine Frau 1978 im SF- und Fantasy-Fandom kennen und übersiedelte 1981 ebenfalls nach München, arbeitete dann im selben Unternehmen wie seine Ehefrau. Seit 2007 leben beide als freie Schriftsteller in Poing in der Nähe von München.
Nach ersten Veröffentlichungen in Fantasy- und SF-Fanzines erschienen Texte der beiden in Anthologien von Goldmann, Heyne u. a.
Im Jahr 2003 brachte der unter dem gemeinsamen Pseudonym Iny Lorentz geschriebene historische Roman Die Kastratin den Durchbruch. Alle folgenden Iny-Lorentz-Romane schafften den Sprung in die Bestsellerlisten und erschienen auch als Hörbücher. Der bislang erfolgreichste Iny-Lorentz-Roman ist Die Wanderhure. Etliche Werke wurden in andere Sprachen übersetzt.

## Verfilmungen
Der Roman Die Wanderhure wurde 2009 mit Alexandra Neldel in der Hauptrolle verfilmt und am 5. Oktober 2010 von Sat.1 erstmals ausgestrahlt. Der Film erhielt den Filmpreis Diva als erfolgreichster Deutscher Fernsehfilm des Jahres 2010.
Die Fortsetzung Die Kastellanin wurde als Die Rache der Wanderhure 2011 abgedreht und von Sat.1 und ORF eins am 28. Februar 2012 erstmals ausgestrahlt.
Der dritte Roman der Wanderhurenreihe Das Vermächtnis der Wanderhure wurde am 12. November 2012 von Sat.1 und ORF eins ausgestrahlt.
Am 5. und 6. Januar 2014 brachte das ZDF den Iny-Lorentz-Roman Die Pilgerin mit Josefine Preuß in der Hauptrolle auf die deutschen Bildschirme.
Aus der Auswanderer-Reihe wurde 2014 der erste Teil Das goldene Ufer unter der Regie von Christoph Schrewe für das ZDF in Prag verfilmt, die Erstausstrahlung erfolgte im April 2015.
Im Herbst 2016 wurde Die Ketzerbraut mit Ruby O. Fee in der Titelrolle für den ORF und Sat.1 verfilmt.

## Theater
Im Jahr 2013 wurde Die Wanderhure für die Bühne von Gerold Theobalt im Ahn & Simrock Verlag adaptiert und bei den Bad Hersfelder Festspielen 2014 uraufgeführt.
2015 inszenierte Alfred Meschnigg die Wanderhure im Rahmen der Freilichtsommerspiele Südtirol auf der Bühne der Burg Runkelstein bei Bozen.
2019 wurde die Wanderhure unter der Regie von Anja Dechant auf der Naturbühne Trebgast, sowie 2023 unter der Regie von Ursula Simon auf Burg Stettenfels (Baden-Württemberg) aufgeführt.
2016 nahm sich die Plattform für freie Theaterproduktionen – Theaterlust der Wanderhure an und ging mit ihr auf eine Tournee durch 42 Städte in Deutschland, Österreich und der Schweiz.
Im selben Jahr wurde Theaterlust für die Bühnenfassung der Wanderhure von Gerold Theobalt mit dem dritten Platz beim INTHEGA-Preis „Die Neuberin“ ausgezeichnet.
2023 dramatisierte Alfred Meschnigg den Roman das Mädchen von Agunt. Die Uraufführung fand unter seiner Regie am 8. September 2023 im Museum Aguntum in Dölsach in Osttirol statt.
2024 Die Wanderhure beim Theater Nicola, in Landshut.
2024 Die Wanderhure bei der Freie Bühne Oppenau.

## Kritik
Die Rezension des Romans Die List der Wanderhure auf der Website histo-couch.de endet mit der Feststellung:

„Die Leser ... erfahren auch ein gutes Stück über die Politik in Europa Anfang des 15. Jahrhunderts und über Gepflogenheiten und gesellschaftliche Entwicklungen. So bietet auch dieser Wanderhuren-Band eine Fülle von geschichtlich interessanten Details und ist eine gut geschriebene Fundgrube für alle Freunde des Mittelalters.“

In der Rezension des Romans Das Mädchen aus Apulien heißt es demgegenüber:

„Nichts für Liebhaber für historische Tatsachen.
Leser, die viele historisch belegte Begebenheiten suchen, werden an diesem Roman keinen Gefallen finden. Denn in der Tat ist wirklich nur ein kleines reales Grundgerüst vorhanden. Um diese Tatsachen allerdings herum ist ein kurzweiliger, leicht und flüssig zu lesendes triviales Werk entstanden. Ein typischer Iny Lorentz Roman, wobei er im Vergleich sicher zu den Stärkeren gehört.“

## German Audio Book Award Gold
Das Hörbuch der Wanderhure wurde 2011 vom Bundesverband Musikindustrie mit dem German Audio Book Award Gold (Pendant zur Goldenen Schallplatte) ausgezeichnet.

## Auszeichnungen
- 2012 Deutscher Fantasy Preis
- 2014 Silberner Homer für Rattengift als beste Kurzgeschichte sowie Ehrenhomer für besondere Verdienste im Bereich des historischen Romans[7]
- 2017 Wandernder Heilkräuterpreis der Stadt Königsee-Rottenbach
- 2017 Aufnahme in die Signs of Fame des völkerverbindenden Friedensprojekts Fernwehpark

## Werke
Die Wanderhuren-Reihe:

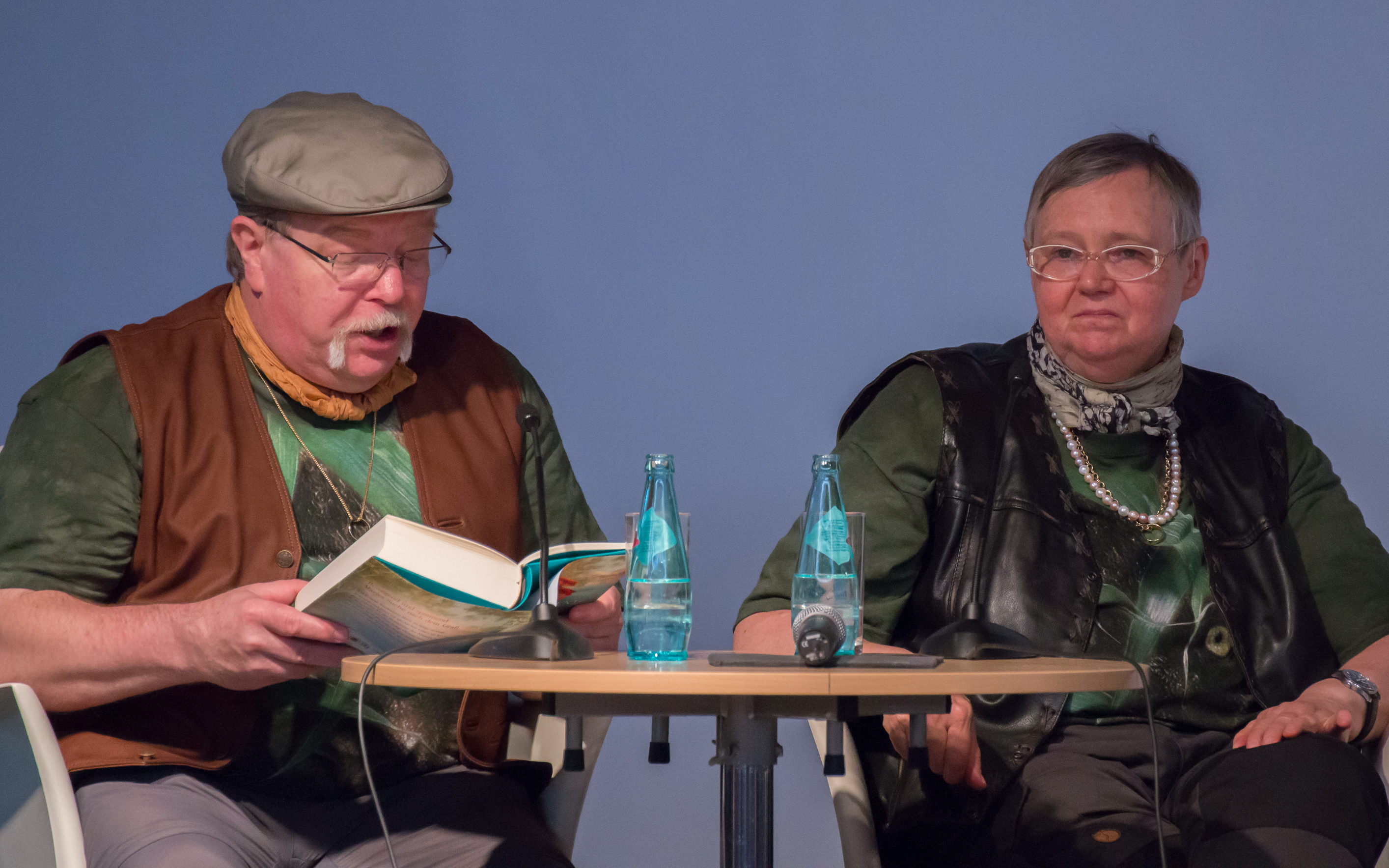
Das Autorenpaar bei einer Lesung des Buches Die List der Wanderhure auf der Frankfurter Buchmesse 2014

1. Die Wanderhure. Historischer Roman. Droemer Knaur, München 2004, ISBN 3-426-62934-8.
2. Die Kastellanin. Historischer Roman. Droemer Knaur, München 2005, ISBN 3-426-66113-6.
3. Das Vermächtnis der Wanderhure. Historischer Roman. Droemer Knaur, München 2006, ISBN 3-426-66202-7.
4. Die Tochter der Wanderhure. Historischer Roman. Droemer Knaur, München 2008, ISBN 978-3-426-66242-7.
5. Töchter der Sünde. Historischer Roman. Droemer Knaur, München 2011, ISBN 978-3-426-66245-8.
6. Die List der Wanderhure. Historischer Roman. Droemer-Knaur, München 2014, ISBN 978-3-426-66381-3.
7. Die Wanderhure und die Nonne. Historischer Roman. Droemer-Knaur, München 2018, ISBN 978-3-426-65349-4.
8. Die Wanderhure und der orientalische Arzt. Historischer Roman. Droemer-Knaur, München 2021, ISBN 978-3-426-65389-0.
9. Die junge Wanderhure. Historischer Roman. Droemer-Knaur, München 2023, ISBN 978-3-426-22809-8
10. Die Wanderhure. Intrigen in Rom, Historischer Roman. Droemer-Knaur, München 2024, ISBN 978-3-426-65392-0

Der 2012 erschienene Roman Die Rache der Wanderhure (Knaur, ISBN 978-3-426-51005-6) ist keine Fortsetzung der Reihe, sondern basiert auf dem Drehbuch des gleichnamigen Films. Dieses basiert wiederum auf dem Roman Die Kastellanin, weicht jedoch wie auch die Buchadaption in zahlreichen Fällen von der Vorlage ab und erzählt somit eine alternative Handlung.
 Die Trettin-Trilogie:
1. Dezembersturm. Historischer Roman. Droemer Knaur, München 2009, ISBN 978-3-426-50405-5.
2. Aprilgewitter. Historischer Roman. Droemer Knaur, München 2010, ISBN 978-3-426-50414-7.
3. Juliregen. Historischer Roman. Droemer Knaur, München 2011, ISBN 978-3-426-50415-4.

 Die Auswanderer-Reihe
1. Das goldene Ufer. Historischer Roman. Droemer Knaur, München 2013, ISBN 978-3-426-51169-5.
2. Der weiße Stern. Historischer Roman. Droemer Knaur, München 2014, ISBN 978-3-426-51170-1.
3. Das wilde Land. Historischer Roman. Droemer Knaur, München 2015, ISBN 978-3-426-51414-6.
4. Der rote Himmel. Historischer Roman. Droemer Knaur, München 2016, ISBN 978-3-426-51171-8.

 Die Wanderapothekerin-Romane:
1. Die Wanderapothekerin. Historischer Roman. Droemer Knaur, München 2017, ISBN 978-3-426-51551-8.
2. Die Liebe der Wanderapothekerin. Historischer Roman. Droemer Knaur, München 2017, ISBN 978-3-426-51835-9.
3. Die Entführung der Wanderapothekerin. Historischer Roman. Droemer Knaur, München 2018, ISBN 978-3-426-52284-4.
4. Die Tochter der Wanderapothekerin. Historischer Roman. Droemer Knaur, München 2019, ISBN 978-3-426-52285-1.

 Die Berlin-Trilogie:
1. Tage des Sturms. Historischer Roman. Droemer-Knaur, München 2018, ISBN 978-3-426-51887-8.
2. Licht in den Wolken. Historischer Roman. Droemer-Knaur, München 2019, ISBN 978-3-426-51888-5.
3. Glanz der Ferne. Historischer Roman. Droemer-Knaur, München 2020, ISBN 978-3-426-51889-2.

 Die Südsee-Saga:
1. Die Perlenprinzessin – Rivalen. Historischer Roman. Droemer-Knaur, München 2021, ISBN 978-3-426-52605-7.
2. Die Perlenprinzessin – Kannibalen. Historischer Roman. Droemer-Knaur, München 2021, ISBN 978-3-426-52606-4.
3. Die Perlenprinzessin – Missionare. Historischer Roman. Droemer-Knaur, München 2022, ISBN 978-3-426-52607-1.
4. Die Perlenprinzessin – Lucky Jim. Historischer Roman. Droemer-Knaur, München 2023, ISBN 978-3-426-52608-8.
5. Die Perlenprinzessin – Schwarze Tränen. Historischer Roman. Droemer-Knaur, München, 2023. ISBN 978-3-426-52609-5.

Die Cristina Saga:
1. Die Verkaufte Sängerin. Historischer Roman. Weltbild, 2023. ISBN 978-3-985-07866-0.
2. Zwischen Liebe und Verrat. Historischer Roman. Weltbild, 2023. ISBN  978-3-985-07864-6
3. 3. Band soll folgen

 Weitere Werke:
- Die Kastratin. Historischer Roman. Droemer Knaur, München 2003, ISBN 3-426-62366-8.
- Die Goldhändlerin. Historischer Roman. Droemer Knaur, München 2003, ISBN 3-426-62568-7.
- Die Tatarin. Historischer Roman. Droemer Knaur, München 2005, ISBN 3-426-62857-0.
- Die Löwin. Historischer Roman. Droemer Knaur, München 2006, ISBN 3-426-63248-9.
- Die Pilgerin. Droemer Knaur, München 2007, ISBN 978-3-426-66249-6.
- Die Feuerbraut. Droemer Knaur, München, 2007, ISBN 978-3-426-66241-0.
- Die Rose von Asturien. Historischer Roman. Droemer Knaur, München 2009, ISBN 978-3-426-66243-4.
- Die Ketzerbraut. Historischer Roman. Droemer Knaur, München 2010, ISBN 978-3-426-66244-1.
- Feuertochter. Historischer Roman. Droemer Knaur, München 2012, ISBN 978-3-426-66379-0.
- Flammen des Himmels. Historischer Roman. Droemer Knaur, München 2013, ISBN 978-3-426-66380-6.
- Die steinerne Schlange. Historischer Roman. Droemer Knaur, München 2015, ISBN 978-3-426-65351-7.
- Die Rebellinnen. Historischer Roman. Droemer Knaur, München 2015, ISBN 978-3-426-51850-2.
- Die Fürstin. Historischer Roman. Droemer Knaur, München 2016, ISBN 978-3-426-51853-3.
- Das Mädchen aus Apulien. Historischer Roman. Droemer Knaur, München 2016, ISBN 978-3-426-66382-0.
- Die Widerspenstige. Historischer Roman. Droemer Knaur, München 2017, ISBN 978-3-426-66383-7.
- Der Fluch der Rose. Historischer Roman. Droemer Knaur, München 2019, ISBN 978-3-426-65387-6.
- Die Saga von Vinland. Historischer Roman. Droemer Knaur, München 2022, ISBN 978-3-426-51891-5.
- Das Mädchen von Agunt. Historischer Roman. Droemer Knaur, München 2022, ISBN 978-3-426-52807-5.
- Ritter Constance. Historischer Roman. Droemer Knaur, München 2022, ISBN 978-3-426-65391-3.

Bisher nur als E-Book:
- Der Sohn der Mätresse. Historischer Roman. Droemer-Knaur, München 2015, ISBN 978-3-426-43795-7.

Sonderausgaben:
- Für das Glück der Freundin. Historischer Roman. Droemer-Knaur, München 2021, ISBN 978-3-426-52762-7.
- Die Wanderschriftsteller. Auf den Spuren unserer historischen Romane. Holiday, München 2019, ISBN 978-3-8342-3029-4.

Unter dem Pseudonym Renee Milan:
- Die Leihmutter. Gegenwartsroman. Droemer-Knaur, München 2018, ISBN 978-3-426-52155-7.
- Eine Frau mit Makel. Gegenwartsroman. Droemer-Knaur, München 2019, ISBN 978-3-426-52188-5.

Unter dem Pseudonym Annette Landgraf:
- Glück wie Glas. Gegenwartsroman. Droemer-Knaur, München 2020, ISBN 978-3-426-52570-8.
- Ein Joker fürs Glück. Gegenwartsroman. Droemer-Knaur, München 2021, ISBN 978-3-426-52571-5.
- Das Glück in der Ferne. Gegenwartsroman. Droemer-Knaur, München 2022, ISBN 978-3-426-52581-4.
- Das Vermächtnis. Gegenwartsroman. Droemer-Knaur, München, 2023. ISBN 978-3-426-52747-4.

Unter dem Pseudonym Sandra Melli:
- Die Seelendiebin. Fantasy. Droemer Knaur, München 2014, ISBN 978-3-426-51327-9.

Die Dämmerland-Reihe:
- Stern der Göttin. Fantasy. Droemer Knaur, München 2011, ISBN 978-3-426-50416-1.
- Stolz der Kriegerin. Fantasy. Droemer Knaur, München 2012, ISBN 978-3-426-50417-8.
- Fluch des Magiers. Fantasy. Droemer Knaur, München 2013, ISBN 978-3-426-50418-5.
- Die List der Katzenfrau. Fantasy. Droemer Knaur, München 2014, ISBN 978-3-426-51328-6.
- Tempel in Flammen. Fantasy. Droemer Knaur, München 2015, ISBN 978-3-426-51329-3.
- Festung der Götter. Fantasy. Droemer Knaur, München 2016, ISBN 978-3-426-51500-6.

Unter dem Pseudonym Diana Wohlrath:
- Der Feuerthron. Hanser, München 2008, ISBN 978-3-446-23093-4.
- Merani und die Schlange unter dem Meer. Hanser, München 2010, ISBN 978-3-446-23474-1.

Unter dem Pseudonym Nicola Marni:
- Die Tallinn-Verschwörung. Thriller. Page & Turner, München 2009, ISBN 978-3-442-20341-3.
- Die geheime Waffe (Projektil). Thriller. Page & Turner, München 2010, ISBN 978-3-442-20342-0.
- Todesfahrt. Thriller. Page & Turner, München 2011, ISBN 978-3-442-20374-1.
- Methan. Thriller. Page & Turner, München 2012, ISBN 978-3-442-20375-8.

Unter dem Pseudonym Nike Andeer:
- Schuld vergeht nicht. Thriller. Goldmann, München 2014, ISBN 978-3-442-48055-5.
- Nur die Toten schweigen. Thriller. Goldmann, München 2015, ISBN 978-3-442-48056-2.

Unter dem Pseudonym Mara Volkers:
- Die Reliquie. Fantasy. Bastei-Lübbe, Bergisch Gladbach 2005, ISBN 3-404-15520-3.
- Die Braut des Magiers. Fantasy. Bastei Lübbe, Bergisch Gladbach 2007, ISBN 978-3-404-15765-5.
- Die Tochter der Apothekerin. Fantasy. Bastei Lübbe, Bergisch Gladbach 2008, ISBN 978-3-404-15955-0.
- Die schwarze Königin. Fantasy. Piper, München 2010, ISBN 978-3-492-26741-0.
- Die Tore der Geister. Fantasy. Piper, München 2011, ISBN 978-3-492-26805-9.
- Vampirjagd. Fantasy. Piper, München 2012, ISBN 978-3-492-26814-1.

Heimatromane unter dem Pseudonym Anni Lechner:
- Neues Glück im Kreiental. Weltbild, Augsburg 2006, ISBN 3-89897-319-0.
- Hotel Edelweiß. Weltbild, Augsburg 2007, ISBN 3-89897-406-5.
- Die Berghebamme. Club Bertelsmann, Gütersloh 2007, ISBN 978-3-86365-446-7.

Unter dem Pseudonym Eric Maron:
- Die Fürstin. Historischer Roman. Droemer Knaur, München 2004, ISBN 3-426-62647-0.
- Die Rebellinnen von Mallorca. Historischer Roman. Droemer Knaur, München 2005, ISBN 3-426-66201-9.

Iny Klocke, Elmar H. Wohlrath:
- Paul und Strubbel. Kinderbuch. Franckh’sche Verlagshandlung, Stuttgart 1986, ISBN 3-440-05586-8.